# Jurij Gawriłow
Jurij Wasiljewicz Gawriłow (ros. Юрий Васильевич Гаврилов, ur. 3 maja 1953 w Setuniu) – rosyjski piłkarz występujący na pozycji napastnika, reprezentant Związku Radzieckiego, trener piłkarski.

## Kariera piłkarska
Przez większą część kariery związany był z klubami moskiewskimi. Karierę zawodniczą rozpoczynał w Iskrze, a następnie reprezentował barwy Dynama, Spartaka, Lokomotiwu, Asmarału, Presnii i Interrosu. Występował również w fińskim PPT Pori i w Saturnie Ramienskoje. Pod koniec kariery, mając ponad 40 lat, grał w lidze mołdawskiej w zespołach Agro Kiszyniów i Spumante Cricova. Największe sukcesy sportowe odnosił jako zawodnik Dynama i Spartaka, czołowych klubów radzieckich. Dwukrotnie zdobył Mistrzostwo ZSRR: wiosną 1976 z Dynamem i w 1979 ze Spartakiem. Cieszył się szczególnie dużym zaufaniem trenera Konstantina Bieskowa, który w 1972 sprowadził go do Dynama, w 1977 do Spartaka, a w 1991 do Asmarału. W okresie, gdy Bieskow prowadził reprezentację ZSRR (1979–1982), Gawriłow był jednym z jej najważniejszych zawodników. Ogółem w latach 1978–1985 rozegrał 46 meczów w reprezentacji, strzelił 10 bramek. Zdobył brązowy medal Igrzysk Olimpijskich w Moskwie (1980). Brał udział w mistrzostwach świata w 1982 w Hiszpanii.

## Kariera trenerska
W pracy trenerskiej nie odniósł większych sukcesów. Pracował w Mołdawii z drużynami Agro i Constructorulem Kiszyniów. Prowadził klubowe drużyny rosyjskie, a także reprezentację Demokratycznej Republiki Konga.